# Nicolas Oliveira
Nicolas Nilo César de Oliveira (Belo Horizonte, 4 de agosto de 1987) é um nadador brasileiro.
Foi medalha de ouro nos 100 metros borboleta, 200 metros livre, 4x100 metros livre e 4x100 metros medley; e medalha de prata nos 100 metros livre no Sul-Americano Juvenil de 2005. 
Formado em economia e comércio exterior, já começa a realizar negócios em Belo Horizonte.

## Trajetória esportiva
Embora apaixonado por futebol, Nicolas começou a nadar por influência de um irmão que tinha asma, e que por recomendação médica, deveria fazer uma atividade aquática; na condição de irmão mais velho e exemplo para o caçula, passou a nadar. Seu irmão parou de nadar e Nicolas continuou, principalmente, depois de quase morrer afogado aos dez anos; aos 15 anos, já treinava regularmente no Minas Tênis Clube, por onde passou a competir. Aos 18 anos foi para os Estados Unidos, onde estudou e treinou, a princípio na Florida e, depois, no Arizona, onde ficou até os 24 anos.
Sua primeira participação em mundiais foi no Campeonato Mundial de Esportes Aquáticos de 2007 realizado em Melbourne, quando ajudou os revezamentos 4x100 metros livre e 4x200 metros livre a se classificarem para as Olimpíadas de 2008. Nicolas obteve o 46º lugar nos 50 metros livre, 26º nos 100 metros livre,17º nos 200 metros livre, oitavo nos 4x100 metros livre, e 11º nos 4x200 metros livre.
Nos Jogos Pan-Americanos de 2007, Nicolas foi medalha de ouro nos revezamentos 4x100 metros livre e 4x200 metros livre. Também ficou em quarto lugar nos 200 metros livre.
Nas Olimpíadas de Pequim 2008 participou das provas de revezamento 4x100 metros livre (onde sofreu desqualificação), 4x200 metros livre (16º lugar) e 4x100 metros medley (14º lugar).
É o número dois do Brasil na prova dos 100 metros livre, perdendo apenas para César Cielo. Seu melhor tempo nos 100 metros livre é de 47s78, obtidos em 29 de julho de 2009, no Mundial de Roma 2009, tempo que o levou à final do mundial e o transformou no segundo nadador da América do Sul a nadar abaixo dos 48s nos 100 metros.
No Campeonato Mundial de Roma 2009, junto com César Cielo, Guilherme Roth e Fernando Silva, obteve o quarto lugar no revezamento 4x100 metros livre, e com Thiago Pereira, Rodrigo Castro e Lucas Salatta obteve o décimo lugar nos 4x200 metros livre. Também foi à final dos 100 metros livre, ficando em oitavo lugar, e ficou em 18º lugar nos 200 metros livre.
No Campeonato Mundial de Natação em Piscina Curta de 2010 realizado em Dubai, o time nacional composto por César Cielo, Nicholas Santos, Marcelo Chierighini e Nicolas Oliveira ganhou a medalha de bronze na prova dos 4x100 metros livre, com o tempo de 3m05s74, recorde sul-americano, deixando pra trás a equipe dos Estados Unidos. Também ganhou o bronze na prova do 4x100 metros medley, por participar das eliminatórias da prova.
Participou do Campeonato Mundial de Esportes Aquáticos de 2011, ficando em 13º lugar nos 200 metros livre,, nono lugar no 4x100 metros livre e 14º lugar nos 4x200 metros livre.
Participou da Universíade de 2011, onde foi medalha de prata no revezamento 4x100 metros livre.
Nos Jogos Pan-Americanos de 2011, Nicolas foi medalha de ouro no revezamentos 4x100 metros livre e prata nos 4x200 metros livre.. Também ficou em nono lugar nos 200 metros livre.
Nos Jogos Olímpicos de Londres 2012, Nicolas obteve o nono lugar nos 4x100 metros livre, e o 24º lugar nos 100 metros livre.
Frustrado com o resultado em Londres 2012, ele deixou as piscinas por seis meses. Teve um difícil processo de reconstrução, mas retornou para competir.
Em 2013 voltou a treinar em Belo Horizonte.
No Campeonato Mundial de Esportes Aquáticos de 2013 em Barcelona, terminou em sétimo lugar no 4×100 metros livre, junto com Fernando Santos, Marcelo Chierighini e Vinícius Waked. Nos 200 metros livre, ele se classificou para a semifinal com a melhor marca de sua carreira sem super trajes, 1m46s99. Nas semifinais, terminou em 11º lugar. Ele também terminou em 11º lugar nos 4x200 metros livre, junto com João de Lucca, Fernando Santos e Vinícius Waked.
No Campeonato Pan-Pacífico de Natação de 2014 em Gold Coast, na Austrália, Nicolas participou do revezamento brasileiro dos 4x100 metros livre que, pela primeira vez, ganhou uma medalha para o Brasil nesta competição. Junto com João de Lucca, Bruno Fratus e Marcelo Chierighini, eles obtiveram a medalha de bronze. Ele também terminou em sexto lugar nos 200 metros livre, 15º nos 100 metros livre e 17º nos 50 metros livre.
Em 2015, Nicolas conquistou a medalha de ouro nos Jogos Pan-Americanos de 2015 em Toronto, na categoria 4x200 metros livre, onde ele quebrou o recorde do Pan, com o tempo de 7m11s15, junto com João de Lucca, Thiago Pereira e Luiz Altamir Melo, e terminou em quinto lugar nos 200 metros livre. Ele também ganhou uma medalha de ouro no revezamento 4×100 metros livre, por participar das eliminatórias da prova.
No Campeonato Mundial de Esportes Aquáticos de 2015, terminou em 15º lugar nos 4x200 metros livre, junto com João de Lucca, Luiz Altamir Melo e Thiago Pereira, e 22º lugar na prova dos 200 metros livre.
Participou dos Jogos Olímpicos de Verão de 2016 no Rio de Janeiro, onde ficou em quinto lugar no revezamento 4x100 metros livre e não se classificou para as finais do 100 metros livre.

## Marcas importantes
Nicolas Oliveira é o atual detentor, ou ex-detentor, dos seguintes recordes:
Piscina olímpica (50 metros)
- Ex-recordista sul-americano dos 200 metros livre: 1m46s90, tempo obtido em 6 de maio de 2009[44]
- Recordista sul-americano do revezamento 4x100 metros livre: 3m10s80, obtidos em 26 de julho de 2009, com César Cielo, Guilherme Roth e Fernando Silva
- Recordista sul-americano do revezamento 4x200 metros livre: 7m09s71, obtidos em 31 de julho de 2009, com Thiago Pereira, Rodrigo Castro e Lucas Salatta

Piscina semi-olímpica (25 metros)
- Ex-recordista sul-americano dos 100 metros livre: 46s30, tempo obtido em 14 de novembro de 2009[45]
- Ex-recordista sul-americano dos 200 metros livre: 1m42s01, tempo obtido em 15 de novembro de 2009[45]
- Recordista sul-americano do revezamento 4x100 metros livre: 3m05s74, obtidos em 15 de dezembro de 2010, com Nicholas Santos, Marcelo Chierighini e César Cielo